# Portacosa cinerea
Portacosa cinerea (Framenau, 2017) è un ragno appartenente alla famiglia Lycosidae.
È l'unica specie nota del genere Portacosa.

## Distribuzione
Gli esemplari di questa specie sono stati rinvenuti in Australia: Victoria, Territorio della Capitale Australiana, Nuovo Galles del Sud, Queensland, Australia meridionale, Tasmania.

## Tassonomia
Dal 2017 non sono stati esaminati altri esemplari, né sono state descritte sottospecie al 2021.